# 老挝护照
寮國護照，由寮國外交部領務局簽發給寮國公民，用於國際旅行。生物識別護照自2016年6月30日起簽發。
根据2025年1月8日发布的亨利护照指数，老挝护照可免签证、落地签证或电子签证入境49个国家和地区，位居世界第93，与吉布提护照并列。